# Farid Medjane
Farid Medjane était le batteur du groupe de hard rock français Trust et également batteur des groupes The Chris George Band, Handful Of Dust et actuellement celui de Buzz.

## Carrière musicale
Farid Medjane officie à la batterie depuis l'âge de 15 ans et commence sa carrière au sein de TNT, puis Océan avant de rejoindre Trust sur la tournée des "100 jours". Il joua sur la quasi-totalité de la tournée de l'album Trust IV en 1983. Il collabora encore avec le groupe l'année suivante à l'occasion de l'album Rock 'n' Roll et sa tournée. Il fut présent lors de la brève reformation de Trust qui eut lieu entre 1988 et 1989. Il revient à nouveau lors de la reformation du groupe en 2006.
Il est le batteur du Kollectif AK47, nouvelle formation des ex Trust, avec Bernie Bonvoisin (chant), Vivi Brusco et Iso Diop (guitares) et Patrick Loiseau (basse).
Il est actuellement le batteur de BUZZ le groupe, dans lequel il retrouve son comparse de toujours "Vivi" Brusco, ainsi que trois jeunes talents du rock français. Leur 1er album est sorti le 29 avril 2016 et une tournée des festivals s'est ensuivie. Avec un enthousiasme pour le live jamais démenti, le groupe annonce déjà travailler sur un 2e album.

## Acteur
Télévision
- 1982 : Les Cinq Dernières Minutes de Gérard Gozlan, saison 2 épisode 30 : Dynamite et compagnie (première diffusion : 15 décembre 1982).